# Idioma paunaka
El paunaka, paunaca o pauna es una lengua arahuaca de Sudamérica, la misma forma parte de la familia arahuacana del Sur y actualmente se encuentra en peligro de extinción. Es hablada en la región de la Chiquitania, cerca del departamento de Santa Cruz y al norte del Gran Chaco. Podría haber existido una relación genética con la lengua extinta paiconeca, la cual también forma parte de la familia arahuacana. En su mayoría estas lenguas son resumidas como un grupo dialectal, comúnmente referido con los nombres Paunaca (Paunaka), Pauneca o Pauna.

## Situación actual
Sengún Danielsen (2012), el número de hablantes y semi-hablantes del idioma paunaca no llega a más de ocho y, por esta razón, la lengua se encuentra hoy en día en serio peligro de extinción o, más aún, se trata de una lengua moribunda (Crevels y Muysken, 2009: 15; Crevels, 2012). La supervivencia de esta lengua con tan pocos hablantes no es solamente amenazada por la presencia y dominancia del castellano, sino también por el chiquitano. Como señala Danielsen (2012), aunque existen hoy en día muchos proyectos de educación bilingüe en la Chiquitanía, estos programas no se dirigen a los pocos hijos de la familia paunaca, pero sí a las etnias dominantes en general. Por ello, como sugiere la autora, es urgente que los investigadores se dediquen a la documentación del idioma paunaca y que desarrollen, a partir de ello, los materiales escolares correspondientes.

## Aspectos históricos
Como señala Danielsen (2012), existen muy pocos datos históricos sobre la lengua y etnia paunaca. En el siglo XVIII, los jesuitas se fueron a la Chiquitanía y fundaron sus misiones, las cuales se componían de varias etnias, entre ellas la de los paunacas, que según d’Orbigny (1839) contaba con unos 250 miembros en la misión de Concepción. No hay datos sobre el número de paunacas en otras misiones. En los datos más recientes, Fabre (2005: 2) señala que el número de paunacas alcanza a unas 150 personas, que actualmente forman parte del grupo de chiquitanos. Estos números se refieren, pues, al grupo étnico, pero no al número de hablantes dentro de este grupo. Como se sabe, estos números pueden divergir considerablemente. Según Villafañe (2007), en el 2006, el paunaca era hablado por 10 miembros de una misma familia, de los cuales dos ya fallecieron. Los miembros que aún pueden hablar paunaca entre ellos tienen entre 50 y 80 años. La gente joven de la familia habla únicamente castellano.

## Clasificación genética
La clasificación del paunaca y paiconeca es problemática. Debido a la similitud entre sus nombres, ambas lenguas han sido consideradas por diversos autores como un solo grupo con dos dialectos. En algunos trabajos contemporáneos sobre las etnias bolivianas, los autores se refieren al grupo “paiconeca”, pero en realidad hablan de los mismos paunacas que hasta hoy viven. Según Aikhenvald (1999), los paunacas se encuentran, junto con los paiconecas, entre las lenguas arahuacas del sur. Dentro de las lenguas arahuacas del sur, Danielsen (2012) propone clasificar al paunaca y el paiconeca como miembros del grupo pauna (lenguas paunas).

## Esbozo gramatical

### Fonología
Como señala Danielsen (2012), el paunaca presenta 12 consonantes. Hay, además, dos consonantes (entre paréntesis), sobre las cuales existen dudas sobre su estado fonémico.
|                 | Bilabiales | Alveolares | Postalveolares | Palatal | Velar | Glotales |
| --------------- | ---------- | ---------- | -------------- | ------- | ----- | -------- |
| Oclusivas       | p          | t          |                |         | k     | (ʔ)      |
| Africada        |            |            | tʃ             |         |       |          |
| Fricativas      |            |            |                |         |       |          |
| Sordas          |            | s          | (ʃ)            |         |       | h        |
| Sonora          | b          |            |                |         |       |          |
| Nasales         | m          | n          |                |         |       |          |
| Vibrante (flap) |            |            | r              |         |       |          |
| Semivocal       |            |            |                | j       |       |          |

El paunaca presenta, además, seis vocales, como se observa en el cuadro 2:
|        | Anteriores | Centrales | Posteriores |
| Altas  | i          | ɨ         | u           |
| Medias | e          | (ə)       | o           |
| Baja   |            | a         |             |

### Clases de palabras y morfología
En cuanto a las clases de palabras y la morfología del paunaca, se puede señalar lo siguiente (Danielsen, 2012):
- Los verbos y sustantivos constituyen clases abiertas en el paunaca, mientras que los adjetivos son una subclase de sustantivos que constituye una clase cerrada, así como los pronombres y las partículas. En el paunaca, tanto los sustantivos como los adjetivos y las partículas pueden funcionar como bases de predicados no verbales.
- El paunaca, así como toda lengua arahuaca, presenta afijos personales para la referencia a sujetos, objetos y poseedores. Los prefijos personales sirven para hacer referencia al poseedor en un sustantivo, como se observa en (1), o al sujeto de un verbo, como se muestra en (2). Por otro lado, los sufijos personales sirven para hacer referencia al objeto de verbos transitivos, como se observa en (3), o al sujeto de predicados no verbales en base de sustantivos o adjetivos, como en (4).

| (1) | ne-mükiji    |
|     | 1SG-cabello  |
|     | ‘mi cabello’ |

| (2) | ne-jech-a               | yÿke  |
|     | 1SG-juntar-IRR          | fuego |
|     | ‘voy a juntar el fuego’ |       |

| (3) | ne-retenaik-a-pi    |
|     | 1SG-atar-IRR-2SG    |
|     | ‘Yo te voy a atar.’ |

| (4) | banyarure-che   |
|     | bañador-3       |
|     | ‘es un bañador’ |

- En el cuadro 3, se muestra los pronombres personales y demostrativos del paunaca:

| Persona      | Singular | Plural   |
| 1            | nÿti     | biti     |
| 2            | piti     | eti      |
| 3            | echÿ     | echÿnube |
| DEMa (cerca) | eka      | eka      |
| DEMb (lejos) | echÿ     | echÿ     |

- Una función importante de los pronombres personales y los demostrativos es su uso en construcciones de predicación no verbal, en las cuales se yuxtaponen al predicado, como se observa en (5) y (6):

| (5) | Nÿti                        | chi-enu-nube. |
|     | yo                          | 3-madre-PL    |
|     | ‘Yo soy su madre de ellos.’ |               |

| (6) | Eka                | muture-jane. |
|     | DEMa               | lorito-CDD   |
|     | ‘Eso son loritos.’ |              |

- El paunaca presenta un grupo de sustantivos poseídos, que no pueden aparecer sin el prefijo que indica el poseedor, como p.ej. ni-mükijí (1SG-cabello) ‘mi cabello’. Dentro de este grupo, se encuentran los términos de parentesco, las partes del cuerpo y algunos nombres específicos. De la mayoría de sustantivos poseídos se puede derivar una forma absoluta con el sufijo -ti ‘ABS’. Existen sustantivos que se pueden usar de manera ligada e independiente (sin requerir un sufijo absoluto), y también hay sustantivos no poseídos, que constituyen formas independientes, como, por ejemplo, aquellos que hacen referencia a fenómenos naturales, a animales y a cuerpos astrológicos.
- El paunaca distingue, además, entre sustantivos humanos y no-humanos en la marcación del plural. Los sustantivos humanos y partes del cuerpo humano reciben el sufijo plural obligatorio -nube, como se observa en (7). Para otros sustantivos, se usa el sufijo de cantidad -jane que marca pluralidad y se traduce muchas veces con el sentido de ‘todos’, como en (8). Sin embargo, por lo general la marcación del plural en sustantivos no humanos no es obligatoria, es decir generalmente un sustantivo no marcado se puede interpretar como singular o plural.

| (7) | n-ati-ji-nube      |
|     | 1SG-hermano-COL-PL |
|     | ‘mis hermanos’     |

| (8) | isÿjibe-jane |
|     | flor-CDD     |
|     | ‘flores’     |

- El paunaca presenta una serie de casos oblicuos, de los cuales solamente el locativo se marca directamente al sustantivo, como se observa en (9). Los otros casos oblicuos son el genitivo, en (10), el benefactivo, en (11), el comitativo, en (12), y el instrumental y origen, en (13). Estos dos últimos casos se expresan a través de preposiciones, mientras que los otros, a través de morfemas que se anexan a los prefijos personales.

| (9) | chi-uku-yae    |
|     | 3-pierna-LOC   |
|     | ‘en su pierna’ |

| (10) | ni-yai     | yÿkÿ    |
|      | 1SG-GEN    | 1SG-GEN |
|      | ‘mi fuego’ |         |

| (11) | Kaku-tú                       | puna-che | ti-yÿtik-u      | nÿ-tÿpi. |
|      | existir-PERF                  | uno-3    | 3i-cocinar-REAL | 1SG-BEN  |
|      | ‘Hay uno que cocinó para mí.’ |          |                 |          |

| (12) | Neti                                  | ne-pajeko-kubu | chubu | ne-piji       | chubui. |
|      | yo                                    | 1SG-quedar-PAS | con   | 1SG-hermano/a | mayor   |
|      | ‘Yo me quedaba con mi hermano mayor.’ |                |       |               |         |

| (13) | Ne-sek-a                           | penue-jane  | chikeuchi | asadon. |
|      | 1SG-hacer-IRR                      | agujero-CDD | con       | azada   |
|      | ‘Voy hacer agujeros con la azada.’ |             |           |         |

- El paunaca presenta, además, un sufijo diminutivo, -mëne, que se afija a sustantivos, como se observa en (14), aunque también puede anexarse a verbos y adjetivos.

| (14) | ne-peu         | kabe-mëne |
|      | 1SG-animal.POS | perro-DIM |
|      | ‘mi perrito’   |           |

- El paunaca presenta un único numeral original: chenache ‘uno’. Los otros numerales han sido prestados del castellano y divergen por el morfema -che, así tenemos, por ejemplo, rusche ‘dos’, que es el numeral fonéticamente más integrado, tresche ‘tres’, kwatruche ‘cuatro’, sinkoche ‘cinco’. El grupo de numerales puede combinarse con otras palabras, como p.ej.: punache ‘otro’ y paikuche ‘varios’. En el paunaca, tanto los numerales como los adjetivos pueden usarse como atributos, como se observa en (15), y como argumentos, como en (16). Los adjetivos y sustantivos puede funcionar como predicados no verbales, como se observa en (17).

| (15) | syeteche                    | sepite-mënë | kuso  |
|      | siete                       | chico-DIM   | ratón |
|      | ‘siete ratones chiquititos’ |             |       |

| (16) | Ne-nik-u        | tresche. |
|      | 1SG-comer-REAL  | tres     |
|      | ‘Yo comí tres.’ |          |

| (17) | Chepitë-mënë          | n-ubiyu. |
|      | pequeño-DIM           | 1SG-casa |
|      | ‘Mi casa es pequeña.’ |          |

- En cuanto a los verbos y la morfología verbal, los sujetos de los verbos se marcan por medio de prefijos personales, p. ej. ne-nik-u (1SG-comer-REAL) ‘yo comí’; mientras que los objetos pueden ser pronominalizados a través de un sufijo personal, como se observa en (18). Sin embargo, como señala Danielsen (2012), la marcación de objeto en el verbo no es muy frecuente en los datos y tampoco parece ser obligatorio.

| (18) | Ne-kich-u-bi.        |
|      | 1SG-invitar-REAL-2SG |
|      | ‘Yo te invito.’      |

- El paunaca presenta procesos de incorporación en el verbo. Muchas de las raíces nominales incorporadas hacen referencia a partes del cuerpo, como se observa en (19), y partes de plantas.

| (19) | Chi-ni-java-k-u.             |
|      | 3-comer-pierna-REAL          |
|      | ‘Él le mordió en la pierna.’ |

- En el paunaca se distinguen dos modos: el realis y el irrealis. El modo realis se usa para referirse a una acción que ya pasó o que está pasando, como se observa en (20). El irrealis se usa en oraciones negativas, imperativas, y para referirse a acciones que todavía no han pasado, como se observa en (21).

| (20) | ne-nik-u       |
|      | 1SG-comer-REAL |
|      | ‘yo comí’      |

| (21) | kuina               | t-a-kutibo     |
|      | NEG                 | 3i-IRR-enfermo |
|      | ‘no está enfermo/a’ |                |

- El paunaca tiene un conjunto de partículas que funcionan como adverbios en las oraciones, que parecen tener sus orígenes en la predicación, puesto que se componen de morfemas verbales, y hasta de prefijos personales, ya lexicalizados. Así tenemos, las partículas locativas, como p.ej. naka 'aquí', nauku 'allá', nebo 'allí', las partículas temporales, como p.ej. tanÿima 'ahora', tajaibÿti 'mañana', ukuïne 'ayer', y otras partículas adverbiales, como p.ej. nebutú 'casi', micha 'bien', echÿuku 'también'. Se distinguen, además, partículas discursivas, como p.ej. jani 'mira', chubi 'sí, verdad'.

### Sintaxis
En cuanto a la sintaxis del paunaca, se puede señalar lo siguiente (Danielsen, 2012): 
- En el paunaca, el orden de palabras no es fijo. El orden de constituyentes menos marcado es SVO, como se observa en (22):

| (22) | S                                         | S     | V            | O      |
|      | Eka                                       | kabe  | chi-ku-pak-u | upuji. |
|      | DEMa                                      | perro | 3-CAUS-morir | pato   |
|      | ‘Este perro mató a los patos/ a un pato.’ |       |              |        |

- En el paunaca, es muy común que la cláusula tenga solo un argumento central, representado por una frase nominal explícita, como se observa en (23):

| (23) | V                         | S             |
|      | Ti-nik-a-nube             | sese-ji-nube. |
|      | 3i-comer-IRR-PL           | chico-COL-PL  |
|      | ‘Van a comer los chicos.’ |               |

- En cuanto a los predicados no verbales, estos ocurren al inicio de la cláusula, seguidos de la FN del sujeto, como se observa en (24):

| (24) | PRED                 | S      |
|      | Temena               | ikupa. |
|      | grande               | nube   |
|      | ‘La nube es grande.’ |        |

- En el paunaca, la negación se construye con la partícula kuina ‘NEG’ que se antepone al predicado, como se observa en (25):

| (25) | Kuina             | ne-kich-a.      |
|      | NEG               | 1SG-invitar-IRR |
|      | ‘No (le) invité.’ |                 |

- Parte de las preguntas en paunaca se forman a través de partículas interrogativas, tales como chijä 'qué, quién', chiuyakena 'por qué', las cuales ocurren al inicio de la cláusula, como se observa en (26):

| (26) | ¿Juchu                 | eka  | p-ubiyu? |
|      | dónde                  | DEMa | 2SG-casa |
|      | ‘¿Dónde está tu casa?’ |      |          |

- La combinación de cláusulas en el paunaca se hace a través de partículas conectivas, tales como las partículas prestadas del castellano pero, entonces, y, o, como, o las partículas paunacas chikuye ‘así, de esta manera’, tanema ‘luego’, y nechukÿe ‘por eso’, como se observa en (27). Son muy frecuentes también las frases de complemento, que consisten en dos o más frases verbales o predicativas yuxtapuestas, como se observa en (28):

| (27) | Ti-yun-o                                         | chi-sane-yae, | nechukÿe | kuina | ch-ubiu-ye. |
|      | 3i-ir-REAL                                       | 3-chaco-LOC   | por.eso  | NEG   | 3-casa-LOC  |
|      | ‘Se fue a su chaco, por eso no está en su casa.’ |               |          |       |             |

| (28) | Ni-sach-a                    | chi-yÿtikap-u  | pi-tÿpi. |
|      | 1SG-querer-IRR               | 3-cocinar-REAL | 2SG-BEN  |
|      | ‘Quiero que cocine para ti.’ |                |          |